# Фосфазены
Фосфазены — соединения, содержащие двойную связь фосфор-азот. К фосфазенам относят соединения как пятивалентного фосфора общей формулы R3P=NR, так и производные трехвалентного фосфора RP=NR. Большинство известных фосфазенов — производные пятивалентного фосфора. Фосфазеновый фрагмент также является структурной единицей соединений (R2P=N-)n как циклического (циклофосфазены) и каркасного строения, так и полимеров — полифосфазенов.

## Структура и свойства
Фосфазены - бесцветные жидкости либо кристаллические вещества, растворимые в органических растворителях.
Атом фосфора фосфазенов имеет тетраэдрическую конфигурацию и находится в состоянии sp3-гибридизации, атом азота - sp2-гибридизован.
Степень двоесвязности P=N увеличивается с ростом электроотрицательности у атома азота, в случае циклофосфазенов и полифосфазенов (-R2P=N-)n может наблюдаться сопряжение, ведущее к выравниванию длин формально двойных и одинарных связей P-N.
В фосфазенах длина двойной связи P=N  существенно ниже, чем длина изолированной простой связи P-N: так, например, в гексахлорциклотрифосфазене длины связей P-N одинаковы и составляют 1.58 ангстрем, в то время как в амидофосфате (H3N-PO3)– длина связи P-N - 1.77 ангстрем.
В ИК-спектрах фосфазенов присутствует характеристическая полоса связи P=N при 1150-1370 см−1, в спектрах ЯМР химические сдвиги сигналов ядер 31P составляют от -50 до +140 м.д..

## Фосфазеновые супероснования
Аминофосфазены — фосфазены, содержащие при атоме фосфора в качестве заместителей аминогруппы, являются сильными основаниями, протонирующимися по атому азота P=N - фрагмента c образованием резонансно стабилизированной структуры.
Так, константы диссоциации сопряженных кислот pKBH+ аминофосфазенов в ацетонитриле составляют ~26.5-28.5 и повышаются с ростом объема заместителей (у BEMP pKBH+ = 27.6). Основность полиаминофосфазенов увеличивается с увеличением числа групп P=N, достигая значения pKBH+ = 41.9 у тетрафосфазена t-Bu-P4
- t-Bu-P4
- BEMP

Ввиду сочетания крайне высокой основности с очень низкой нуклеофильностью полиаминофосфазены нашли применение в органическом синтезе в качестве супероснований.

## Синтез
В препаративной практике используется две основных группы метода формирования связи P=N и, соответственно, синтеза фосфазенов: замещением галогенов или других уходящих групп при взаимодействии фосфоранов с аминами и амидами и иминирование соединений трехвалентного фосфора, обычно фосфинов.

### Фосфазены из фосфоранов
Исторически первым методом синтеза фосфазенов была реакция пентахлорида фосфора с аммиаком, описанная Либихом и Велером в 1834 г., они выделили с небольшим выходом из реакционной смеси кристаллическое вещество с четкой температурой плавления, брутто-формула которого (NPCl2)3 была определена лишь три десятилетия спустя.
Аммонолиз пентахлорида фосфора хлоридом аммония используется и в настоящее время в промышленном синтезе циклических и полимерных хлорфосфазенов:
n PCl5 + n NH4Cl {\displaystyle \to } (-N=PCl2-)n + 4n HCl
при этом образуется смесь продуктов, соотношение которых зависит от условий проведения реакции. При температурах ниже 200 °С основным продуктом является гексахлорциклотрифосфазен (NPCl2)3, который при повышении температуры полимеризуется с раскрытием цикла в линейный высокомолекулярнйй эластомерный полихлорфосфазен.
Препаративным методом синтеза мономерных фосфазенов является взаимодействие галогенфосфоранов с первичныими аминами либо амидами (реакция Кирсанова):
X3PHal2 + RNH2 {\displaystyle \to } X3P=NR + 2 HHal
Alk, Ar, R'CO, AlkSO2, P(O)Alk2; Hal=Cl, Br; X=F, Cl, Вr
В качестве фосфоранового компонента в первоначальном варианте реакции Кирсанова использовался пентахлорид фосфора, в дальнейшем было показано, что с аминами и амидами аналогичным образом реагируют и квазифосфониевые соли - аддукты фосфинов с галогенами:
R3P+Hal Hal- + R'NH2 {\displaystyle \to } R3P=NR' + 2 HHal

### Фосфазены из соединений трехвалентного фосфора
Наиболее распространенным методом синтеза фосфазенов из фосфинов является их взаимодействие с азидами (реакция Штаудингера), в препаративной практике эта реакция зачастую используется фосфазен:
Аналогичный образом протекает взаимодействие азидов с фосфитами P(OR)3 и амидофосфиты P(N(R2))3.
Другим методом синтеза является взаимодействие фосфинов с N-хлораминами и хлорамидами:
R3P + R'NHCl {\displaystyle \to } R3P=NR' + HCl